# Benelux Tour 2021
Benelux Tour 2021 var den 17:e upplagan av etapploppet Benelux Tour som hålls i både Belgien och Nederländerna. Cykelloppets sju etapper kördes mellan den 30 augusti och 5 september 2021 med start i Surhuisterveen och målgång i Geraardsbergen. Loppet var en del av UCI World Tour 2021 och vanns av italienska Sonny Colbrelli från cykelstallet Bahrain Victorious.

## Deltagande lag
| WorldTeams (19)- Deceuninck-Quick Step - Lotto Soudal - AG2R Citroën Team - Astana-Premier Tech - Bahrain Victorious - Bora-Hansgrohe - Cofidis - EF Education-Nippo - Groupama-FDJ - Ineos Grenadiers - Intermarché-Wanty-Gobert Matériaux - Israel Start-Up Nation - Jumbo-Visma - Movistar Team - Team BikeExchange - Team DSM - Qhubeka NextHash - Trek-Segafredo - UAE Team Emirates ProTeams (3)- Alpecin-Fenix - Bingoal Pauwels Sauces WB - Sport Vlaanderen-Baloise |
| |

## Etapper
| Etapp | Datum  | Start – mål                             | type        | Distans (km) | Höjdskillnad (m) | Etappvinnare       | Totalledare      |
| ----- | ------ | --------------------------------------- | ----------- | ------------ | ---------------- | ------------------ | ---------------- |
| 1     | 30 aug | Surhuisterveen – Dokkum                 | Flack etapp | 169,6        | 87 m             | Tim Merlier        | Tim Merlier      |
| 2     | 31 aug | Lelystad – Lelystad                     | Tempoetapp  | 11,1         | 3 m              | Stefan Bissegger   | Stefan Bissegger |
| 3     | 1 sep  | Essen – Hoogerheide                     | Flack etapp | 168,3        | 256 m            | Taco van der Hoorn | Stefan Bissegger |
| 4     | 2 sep  | Aalter – Ardooie                        | Flack etapp | 166,1        | 462 m            | Tim Merlier        | Stefan Bissegger |
| 5     | 3 sep  | Riemst – Bilzen                         |             | 192          | 1 732 m          | Caleb Ewan         | Stefan Küng      |
| 6     | 4 sep  | Ottignies-Louvain-la-Neuve – Houffalize |             | 207,6        | 3 224 m          | Sonny Colbrelli    | Sonny Colbrelli  |
| 7     | 5 sep  | Namur – Geraardsbergen                  |             | 180,9        | 1 348 m          | Matej Mohorič      | Sonny Colbrelli  |

### 1:a etappen
| Surhuisterveen - Dokkum | Flack etapp | (169,6 km) |

| \| Placeringar i etappen \| Placeringar i etappen \| Placeringar i etappen \| Placeringar i etappen \| Placeringar i etappen \| \| Cyklist \| Cyklist \| Lag \| Tid \| \| \| --------------------- \| --------------------- \| ---------------------------------- \| --------------------- \| --------------------- \| \| 1. \| Tim Merlier \| Alpecin-Fenix \| 3t 32' 20" \| \| \| 2. \| Phil Bauhaus \| Bahrain Victorious \| + 0" \| \| \| 3. \| Álvaro Hodeg \| Deceuninck-Quick Step \| + 0" \| \| \| 4. \| Fernando Gaviria \| UAE Team Emirates \| + 0" \| \| \| 5. \| Mads Pedersen \| Trek-Segafredo \| + 0" \| \| \| 6. \| Danny van Poppel \| Intermarché-Wanty-Gobert Matériaux \| + 0" \| \| \| 7. \| Max Walscheid \| Qhubeka NextHash \| + 0" \| \| \| 8. \| Stanisław Aniołkowski \| Bingoal Pauwels Sauces WB \| + 0" \| \| \| 9. \| Mike Teunissen \| Jumbo-Visma \| + 0" \| \| \| 10. \| Christophe Laporte \| Cofidis \| + 0" \| \| |                       |                                    |            |
| |                       |                                    |            |
| Källa: ProCyclingStats |                       |                                    |            |
| Placeringar i etappen |                       |                                    |            |
| Cyklist | Cyklist               | Lag                                | Tid        |
| 1. | Tim Merlier           | Alpecin-Fenix                      | 3t 32' 20" |
| 2. | Phil Bauhaus          | Bahrain Victorious                 | + 0"       |
| 3. | Álvaro Hodeg          | Deceuninck-Quick Step              | + 0"       |
| 4. | Fernando Gaviria      | UAE Team Emirates                  | + 0"       |
| 5. | Mads Pedersen         | Trek-Segafredo                     | + 0"       |
| 6. | Danny van Poppel      | Intermarché-Wanty-Gobert Matériaux | + 0"       |
| 7. | Max Walscheid         | Qhubeka NextHash                   | + 0"       |
| 8. | Stanisław Aniołkowski | Bingoal Pauwels Sauces WB          | + 0"       |
| 9. | Mike Teunissen        | Jumbo-Visma                        | + 0"       |
| 10. | Christophe Laporte    | Cofidis                            | + 0"       |

| \| Totaltävlingen \| Totaltävlingen \| Totaltävlingen \| Totaltävlingen \| Totaltävlingen \| \| Cyklist \| Cyklist \| Lag \| Tid \| \| \| -------------- \| ----------------- \| --------------------- \| -------------- \| -------------- \| \| 1. \| Tim Merlier \| Alpecin-Fenix \| 3t 32' 10" \| \| \| 2. \| Phil Bauhaus \| Bahrain Victorious \| + 4" \| \| \| 3. \| Álvaro Hodeg \| Deceuninck-Quick Step \| + 6" \| \| \| 4. \| Mike Teunissen \| Jumbo-Visma \| + 6" \| \| \| 5. \| Matej Mohorič \| Bahrain Victorious \| + 6" \| \| \| 6. \| Tiesj Benoot \| Team DSM \| + 7" \| \| \| 7. \| Lukas Pöstlberger \| Bora-Hansgrohe \| + 7" \| \| \| 8. \| Sonny Colbrelli \| Bahrain Victorious \| + 8" \| \| \| 9. \| Kasper Asgreen \| Deceuninck-Quick Step \| + 8" \| \| \| 10. \| Fernando Gaviria \| UAE Team Emirates \| + 10" \| \| |                   |                       |            |
| |                   |                       |            |
| Källa: ProCyclingStats |                   |                       |            |
| Totaltävlingen |                   |                       |            |
| Cyklist | Cyklist           | Lag                   | Tid        |
| 1. | Tim Merlier       | Alpecin-Fenix         | 3t 32' 10" |
| 2. | Phil Bauhaus      | Bahrain Victorious    | + 4"       |
| 3. | Álvaro Hodeg      | Deceuninck-Quick Step | + 6"       |
| 4. | Mike Teunissen    | Jumbo-Visma           | + 6"       |
| 5. | Matej Mohorič     | Bahrain Victorious    | + 6"       |
| 6. | Tiesj Benoot      | Team DSM              | + 7"       |
| 7. | Lukas Pöstlberger | Bora-Hansgrohe        | + 7"       |
| 8. | Sonny Colbrelli   | Bahrain Victorious    | + 8"       |
| 9. | Kasper Asgreen    | Deceuninck-Quick Step | + 8"       |
| 10. | Fernando Gaviria  | UAE Team Emirates     | + 10"      |

### 2:a etappen
| Lelystad - Lelystad | Tempoetapp | (11,1 km) |

| \| Placeringar i etappen \| Placeringar i etappen \| Placeringar i etappen \| Placeringar i etappen \| Placeringar i etappen \| \| Cyklist \| Cyklist \| Lag \| Tid \| \| \| --------------------- \| --------------------- \| --------------------- \| --------------------- \| --------------------- \| \| 1. \| Stefan Bissegger \| EF Education-Nippo \| 12' 08" \| \| \| 2. \| Edoardo Affini \| Jumbo-Visma \| + 15" \| \| \| 3. \| Stefan Küng \| Groupama-FDJ \| + 20" \| \| \| 4. \| Kasper Asgreen \| Deceuninck-Quick Step \| + 21" \| \| \| 5. \| Max Walscheid \| Qhubeka NextHash \| + 22" \| \| \| 6. \| Tom Dumoulin \| Jumbo-Visma \| + 23" \| \| \| 7. \| Søren Kragh Andersen \| Team DSM \| + 24" \| \| \| 8. \| Victor Campenaerts \| Qhubeka NextHash \| + 26" \| \| \| 9. \| Christophe Laporte \| Cofidis \| + 29" \| \| \| 10. \| Brandon McNulty \| UAE Team Emirates \| + 31" \| \| |                      |                       |         |
| |                      |                       |         |
| Källa: ProCyclingStats |                      |                       |         |
| Placeringar i etappen |                      |                       |         |
| Cyklist | Cyklist              | Lag                   | Tid     |
| 1. | Stefan Bissegger     | EF Education-Nippo    | 12' 08" |
| 2. | Edoardo Affini       | Jumbo-Visma           | + 15"   |
| 3. | Stefan Küng          | Groupama-FDJ          | + 20"   |
| 4. | Kasper Asgreen       | Deceuninck-Quick Step | + 21"   |
| 5. | Max Walscheid        | Qhubeka NextHash      | + 22"   |
| 6. | Tom Dumoulin         | Jumbo-Visma           | + 23"   |
| 7. | Søren Kragh Andersen | Team DSM              | + 24"   |
| 8. | Victor Campenaerts   | Qhubeka NextHash      | + 26"   |
| 9. | Christophe Laporte   | Cofidis               | + 29"   |
| 10. | Brandon McNulty      | UAE Team Emirates     | + 31"   |

| \| Totaltävlingen \| Totaltävlingen \| Totaltävlingen \| Totaltävlingen \| Totaltävlingen \| \| Cyklist \| Cyklist \| Lag \| Tid \| \| \| -------------- \| ------------------ \| --------------------- \| -------------- \| -------------- \| \| 1. \| Stefan Bissegger \| EF Education-Nippo \| 3t 44' 28" \| \| \| 2. \| Kasper Asgreen \| Deceuninck-Quick Step \| + 19" \| \| \| 3. \| Stefan Küng \| Groupama-FDJ \| + 20" \| \| \| 4. \| Max Walscheid \| Qhubeka NextHash \| + 22" \| \| \| 5. \| Victor Campenaerts \| Qhubeka NextHash \| + 26" \| \| \| 6. \| Christophe Laporte \| Cofidis \| + 29" \| \| \| 7. \| Matej Mohorič \| Bahrain Victorious \| + 36" \| \| \| 8. \| Luke Durbridge \| BikeExchange \| + 39" \| \| \| 9. \| Sonny Colbrelli \| Bahrain Victorious \| + 42" \| \| \| 10. \| Tim Wellens \| Lotto-Soudal \| + 46" \| \| |                    |                       |            |
| |                    |                       |            |
| Källa: ProCyclingStats |                    |                       |            |
| Totaltävlingen |                    |                       |            |
| Cyklist | Cyklist            | Lag                   | Tid        |
| 1. | Stefan Bissegger   | EF Education-Nippo    | 3t 44' 28" |
| 2. | Kasper Asgreen     | Deceuninck-Quick Step | + 19"      |
| 3. | Stefan Küng        | Groupama-FDJ          | + 20"      |
| 4. | Max Walscheid      | Qhubeka NextHash      | + 22"      |
| 5. | Victor Campenaerts | Qhubeka NextHash      | + 26"      |
| 6. | Christophe Laporte | Cofidis               | + 29"      |
| 7. | Matej Mohorič      | Bahrain Victorious    | + 36"      |
| 8. | Luke Durbridge     | BikeExchange          | + 39"      |
| 9. | Sonny Colbrelli    | Bahrain Victorious    | + 42"      |
| 10. | Tim Wellens        | Lotto-Soudal          | + 46"      |

### 3:e etappen
| Essen - Hoogerheide | Flack etapp | (168,3 km) |

| \| Placeringar i etappen \| Placeringar i etappen \| Placeringar i etappen \| Placeringar i etappen \| Placeringar i etappen \| \| Cyklist \| Cyklist \| Lag \| Tid \| \| \| --------------------- \| --------------------- \| ---------------------------------- \| --------------------- \| --------------------- \| \| 1. \| Taco van der Hoorn \| Intermarché-Wanty-Gobert Matériaux \| 3t 40' 23" \| \| \| 2. \| Mathias Norsgaard \| Movistar Team \| + 0" \| \| \| 3. \| Luke Durbridge \| BikeExchange \| + 0" \| \| \| 4. \| Samuele Battistella \| Astana-Premier Tech \| + 0" \| \| \| 5. \| Thimo Willems \| Sport Vlaanderen-Baloise \| + 0" \| \| \| 6. \| Peter Sagan \| Bora-Hansgrohe \| + 4" \| \| \| 7. \| Phil Bauhaus \| Bahrain Victorious \| + 4" \| \| \| 8. \| Danny van Poppel \| Intermarché-Wanty-Gobert Matériaux \| + 4" \| \| \| 9. \| Caleb Ewan \| Lotto-Soudal \| + 4" \| \| \| 10. \| Mads Pedersen \| Trek-Segafredo \| + 4" \| \| |                     |                                    |            |
| |                     |                                    |            |
| Källa: ProCyclingStats |                     |                                    |            |
| Placeringar i etappen |                     |                                    |            |
| Cyklist | Cyklist             | Lag                                | Tid        |
| 1. | Taco van der Hoorn  | Intermarché-Wanty-Gobert Matériaux | 3t 40' 23" |
| 2. | Mathias Norsgaard   | Movistar Team                      | + 0"       |
| 3. | Luke Durbridge      | BikeExchange                       | + 0"       |
| 4. | Samuele Battistella | Astana-Premier Tech                | + 0"       |
| 5. | Thimo Willems       | Sport Vlaanderen-Baloise           | + 0"       |
| 6. | Peter Sagan         | Bora-Hansgrohe                     | + 4"       |
| 7. | Phil Bauhaus        | Bahrain Victorious                 | + 4"       |
| 8. | Danny van Poppel    | Intermarché-Wanty-Gobert Matériaux | + 4"       |
| 9. | Caleb Ewan          | Lotto-Soudal                       | + 4"       |
| 10. | Mads Pedersen       | Trek-Segafredo                     | + 4"       |

| \| Totaltävlingen \| Totaltävlingen \| Totaltävlingen \| Totaltävlingen \| Totaltävlingen \| \| Cyklist \| Cyklist \| Lag \| Tid \| \| \| -------------- \| ------------------ \| --------------------- \| -------------- \| -------------- \| \| 1. \| Stefan Bissegger \| EF Education-Nippo \| 7t 24' 55" \| \| \| 2. \| Kasper Asgreen \| Deceuninck-Quick Step \| + 19" \| \| \| 3. \| Stefan Küng \| Groupama-FDJ \| + 20" \| \| \| 4. \| Luke Durbridge \| BikeExchange \| + 22" \| \| \| 5. \| Max Walscheid \| Qhubeka NextHash \| + 22" \| \| \| 6. \| Victor Campenaerts \| Qhubeka NextHash \| + 26" \| \| \| 7. \| Christophe Laporte \| Cofidis \| + 29" \| \| \| 8. \| Matej Mohorič \| Bahrain Victorious \| + 36" \| \| \| 9. \| Sonny Colbrelli \| Bahrain Victorious \| + 42" \| \| \| 10. \| Tim Wellens \| Lotto-Soudal \| + 46" \| \| |                    |                       |            |
| |                    |                       |            |
| Källa: ProCyclingStats |                    |                       |            |
| Totaltävlingen |                    |                       |            |
| Cyklist | Cyklist            | Lag                   | Tid        |
| 1. | Stefan Bissegger   | EF Education-Nippo    | 7t 24' 55" |
| 2. | Kasper Asgreen     | Deceuninck-Quick Step | + 19"      |
| 3. | Stefan Küng        | Groupama-FDJ          | + 20"      |
| 4. | Luke Durbridge     | BikeExchange          | + 22"      |
| 5. | Max Walscheid      | Qhubeka NextHash      | + 22"      |
| 6. | Victor Campenaerts | Qhubeka NextHash      | + 26"      |
| 7. | Christophe Laporte | Cofidis               | + 29"      |
| 8. | Matej Mohorič      | Bahrain Victorious    | + 36"      |
| 9. | Sonny Colbrelli    | Bahrain Victorious    | + 42"      |
| 10. | Tim Wellens        | Lotto-Soudal          | + 46"      |

### 4:e etappen
| Aalter - Ardooie | Flack etapp | (166,1 km) |

| \| Placeringar i etappen \| Placeringar i etappen \| Placeringar i etappen \| Placeringar i etappen \| Placeringar i etappen \| \| Cyklist \| Cyklist \| Lag \| Tid \| \| \| --------------------- \| --------------------- \| ---------------------------------- \| --------------------- \| --------------------- \| \| 1. \| Tim Merlier \| Alpecin-Fenix \| 3t 36' 29" \| \| \| 2. \| Mads Pedersen \| Trek-Segafredo \| + 0" \| \| \| 3. \| Danny van Poppel \| Intermarché-Wanty-Gobert Matériaux \| + 0" \| \| \| 4. \| Peter Sagan \| Bora-Hansgrohe \| + 0" \| \| \| 5. \| Christophe Laporte \| Cofidis \| + 0" \| \| \| 6. \| Phil Bauhaus \| Bahrain Victorious \| + 0" \| \| \| 7. \| Fernando Gaviria \| UAE Team Emirates \| + 0" \| \| \| 8. \| Max Walscheid \| Qhubeka NextHash \| + 0" \| \| \| 9. \| Dylan Groenewegen \| Jumbo-Visma \| + 0" \| \| \| 10. \| Fabian Lienhard \| Groupama-FDJ \| + 0" \| \| |                    |                                    |            |
| |                    |                                    |            |
| Källa: ProCyclingStats |                    |                                    |            |
| Placeringar i etappen |                    |                                    |            |
| Cyklist | Cyklist            | Lag                                | Tid        |
| 1. | Tim Merlier        | Alpecin-Fenix                      | 3t 36' 29" |
| 2. | Mads Pedersen      | Trek-Segafredo                     | + 0"       |
| 3. | Danny van Poppel   | Intermarché-Wanty-Gobert Matériaux | + 0"       |
| 4. | Peter Sagan        | Bora-Hansgrohe                     | + 0"       |
| 5. | Christophe Laporte | Cofidis                            | + 0"       |
| 6. | Phil Bauhaus       | Bahrain Victorious                 | + 0"       |
| 7. | Fernando Gaviria   | UAE Team Emirates                  | + 0"       |
| 8. | Max Walscheid      | Qhubeka NextHash                   | + 0"       |
| 9. | Dylan Groenewegen  | Jumbo-Visma                        | + 0"       |
| 10. | Fabian Lienhard    | Groupama-FDJ                       | + 0"       |

| \| Totaltävlingen \| Totaltävlingen \| Totaltävlingen \| Totaltävlingen \| Totaltävlingen \| \| Cyklist \| Cyklist \| Lag \| Tid \| \| \| -------------- \| ------------------ \| --------------------- \| -------------- \| -------------- \| \| 1. \| Stefan Bissegger \| EF Education-Nippo \| 11t 01' 24" \| \| \| 2. \| Kasper Asgreen \| Deceuninck-Quick Step \| + 13" \| \| \| 3. \| Luke Durbridge \| BikeExchange \| + 20" \| \| \| 4. \| Stefan Küng \| Groupama-FDJ \| + 20" \| \| \| 5. \| Max Walscheid \| Qhubeka NextHash \| + 22" \| \| \| 6. \| Christophe Laporte \| Cofidis \| + 26" \| \| \| 7. \| Victor Campenaerts \| Qhubeka NextHash \| + 26" \| \| \| 8. \| Matej Mohorič \| Bahrain Victorious \| + 36" \| \| \| 9. \| Tim Merlier \| Alpecin-Fenix \| + 40" \| \| \| 10. \| Sonny Colbrelli \| Bahrain Victorious \| + 40" \| \| |                    |                       |             |
| |                    |                       |             |
| Källa: ProCyclingStats |                    |                       |             |
| Totaltävlingen |                    |                       |             |
| Cyklist | Cyklist            | Lag                   | Tid         |
| 1. | Stefan Bissegger   | EF Education-Nippo    | 11t 01' 24" |
| 2. | Kasper Asgreen     | Deceuninck-Quick Step | + 13"       |
| 3. | Luke Durbridge     | BikeExchange          | + 20"       |
| 4. | Stefan Küng        | Groupama-FDJ          | + 20"       |
| 5. | Max Walscheid      | Qhubeka NextHash      | + 22"       |
| 6. | Christophe Laporte | Cofidis               | + 26"       |
| 7. | Victor Campenaerts | Qhubeka NextHash      | + 26"       |
| 8. | Matej Mohorič      | Bahrain Victorious    | + 36"       |
| 9. | Tim Merlier        | Alpecin-Fenix         | + 40"       |
| 10. | Sonny Colbrelli    | Bahrain Victorious    | + 40"       |

### 5:e etappen
| Riemst - Bilzen |  | (192 km) |

| \| Placeringar i etappen \| Placeringar i etappen \| Placeringar i etappen \| Placeringar i etappen \| Placeringar i etappen \| \| Cyklist \| Cyklist \| Lag \| Tid \| \| \| --------------------- \| --------------------- \| ---------------------------------- \| --------------------- \| --------------------- \| \| 1. \| Caleb Ewan \| Lotto-Soudal \| 4t 26' 24" \| \| \| 2. \| Sonny Colbrelli \| Bahrain Victorious \| + 0" \| \| \| 3. \| Danny van Poppel \| Intermarché-Wanty-Gobert Matériaux \| + 0" \| \| \| 4. \| Peter Sagan \| Bora-Hansgrohe \| + 0" \| \| \| 5. \| Jasper Stuyven \| Trek-Segafredo \| + 0" \| \| \| 6. \| Tim Merlier \| Alpecin-Fenix \| + 0" \| \| \| 7. \| Mike Teunissen \| Jumbo-Visma \| + 0" \| \| \| 8. \| Matej Mohorič \| Bahrain Victorious \| + 0" \| \| \| 9. \| Christophe Laporte \| Cofidis \| + 0" \| \| \| 10. \| Oliver Naesen \| AG2R Citroën Team \| + 0" \| \| |                    |                                    |            |
| |                    |                                    |            |
| Källa: ProCyclingStats |                    |                                    |            |
| Placeringar i etappen |                    |                                    |            |
| Cyklist | Cyklist            | Lag                                | Tid        |
| 1. | Caleb Ewan         | Lotto-Soudal                       | 4t 26' 24" |
| 2. | Sonny Colbrelli    | Bahrain Victorious                 | + 0"       |
| 3. | Danny van Poppel   | Intermarché-Wanty-Gobert Matériaux | + 0"       |
| 4. | Peter Sagan        | Bora-Hansgrohe                     | + 0"       |
| 5. | Jasper Stuyven     | Trek-Segafredo                     | + 0"       |
| 6. | Tim Merlier        | Alpecin-Fenix                      | + 0"       |
| 7. | Mike Teunissen     | Jumbo-Visma                        | + 0"       |
| 8. | Matej Mohorič      | Bahrain Victorious                 | + 0"       |
| 9. | Christophe Laporte | Cofidis                            | + 0"       |
| 10. | Oliver Naesen      | AG2R Citroën Team                  | + 0"       |

| \| Totaltävlingen \| Totaltävlingen \| Totaltävlingen \| Totaltävlingen \| Totaltävlingen \| \| Cyklist \| Cyklist \| Lag \| Tid \| \| \| -------------- \| ------------------ \| ------------------ \| -------------- \| -------------- \| \| 1. \| Stefan Küng \| Groupama-FDJ \| 15t 28' 08" \| \| \| 2. \| Luke Durbridge \| BikeExchange \| + 2" \| \| \| 3. \| Christophe Laporte \| Cofidis \| + 6" \| \| \| 4. \| Victor Campenaerts \| Qhubeka NextHash \| + 6" \| \| \| 5. \| Sonny Colbrelli \| Bahrain Victorious \| + 14" \| \| \| 6. \| Matej Mohorič \| Bahrain Victorious \| + 16" \| \| \| 7. \| Tim Merlier \| Alpecin-Fenix \| + 20" \| \| \| 8. \| Tim Wellens \| Lotto-Soudal \| + 25" \| \| \| 9. \| Tiesj Benoot \| Team DSM \| + 26" \| \| \| 10. \| Lukas Pöstlberger \| Bora-Hansgrohe \| + 28" \| \| |                    |                    |             |
| |                    |                    |             |
| Källa: ProCyclingStats |                    |                    |             |
| Totaltävlingen |                    |                    |             |
| Cyklist | Cyklist            | Lag                | Tid         |
| 1. | Stefan Küng        | Groupama-FDJ       | 15t 28' 08" |
| 2. | Luke Durbridge     | BikeExchange       | + 2"        |
| 3. | Christophe Laporte | Cofidis            | + 6"        |
| 4. | Victor Campenaerts | Qhubeka NextHash   | + 6"        |
| 5. | Sonny Colbrelli    | Bahrain Victorious | + 14"       |
| 6. | Matej Mohorič      | Bahrain Victorious | + 16"       |
| 7. | Tim Merlier        | Alpecin-Fenix      | + 20"       |
| 8. | Tim Wellens        | Lotto-Soudal       | + 25"       |
| 9. | Tiesj Benoot       | Team DSM           | + 26"       |
| 10. | Lukas Pöstlberger  | Bora-Hansgrohe     | + 28"       |

### 6:e etappen
| Ottignies-Louvain-la-Neuve - Houffalize |  | (207,6 km) |

| \| Placeringar i etappen \| Placeringar i etappen \| Placeringar i etappen \| Placeringar i etappen \| Placeringar i etappen \| \| Cyklist \| Cyklist \| Lag \| Tid \| \| \| --------------------- \| --------------------- \| --------------------- \| --------------------- \| --------------------- \| \| 1. \| Sonny Colbrelli \| Bahrain Victorious \| 4t 55' 27" \| \| \| 2. \| Matej Mohorič \| Bahrain Victorious \| + 42" \| \| \| 3. \| Jasper Stuyven \| Trek-Segafredo \| + 42" \| \| \| 4. \| Tiesj Benoot \| Team DSM \| + 42" \| \| \| 5. \| Victor Campenaerts \| Qhubeka NextHash \| + 42" \| \| \| 6. \| Tim Wellens \| Lotto-Soudal \| + 42" \| \| \| 7. \| Marc Hirschi \| UAE Team Emirates \| + 42" \| \| \| 8. \| Tom Dumoulin \| Jumbo-Visma \| + 42" \| \| \| 9. \| Nikias Arndt \| Team DSM \| + 1' 02" \| \| \| 10. \| Gianni Vermeersch \| Alpecin-Fenix \| + 1' 02" \| \| |                    |                    |            |
| |                    |                    |            |
| Källa: ProCyclingStats |                    |                    |            |
| Placeringar i etappen |                    |                    |            |
| Cyklist | Cyklist            | Lag                | Tid        |
| 1. | Sonny Colbrelli    | Bahrain Victorious | 4t 55' 27" |
| 2. | Matej Mohorič      | Bahrain Victorious | + 42"      |
| 3. | Jasper Stuyven     | Trek-Segafredo     | + 42"      |
| 4. | Tiesj Benoot       | Team DSM           | + 42"      |
| 5. | Victor Campenaerts | Qhubeka NextHash   | + 42"      |
| 6. | Tim Wellens        | Lotto-Soudal       | + 42"      |
| 7. | Marc Hirschi       | UAE Team Emirates  | + 42"      |
| 8. | Tom Dumoulin       | Jumbo-Visma        | + 42"      |
| 9. | Nikias Arndt       | Team DSM           | + 1' 02"   |
| 10. | Gianni Vermeersch  | Alpecin-Fenix      | + 1' 02"   |

| \| Totaltävlingen \| Totaltävlingen \| Totaltävlingen \| Totaltävlingen \| Totaltävlingen \| \| Cyklist \| Cyklist \| Lag \| Tid \| \| \| -------------- \| ------------------ \| --------------------- \| -------------- \| -------------- \| \| 1. \| Sonny Colbrelli \| Bahrain Victorious \| 20t 23' 30" \| \| \| 2. \| Matej Mohorič \| Bahrain Victorious \| + 51" \| \| \| 3. \| Victor Campenaerts \| Qhubeka NextHash \| + 53" \| \| \| 4. \| Stefan Küng \| Groupama-FDJ \| + 1' 07" \| \| \| 5. \| Luke Durbridge \| BikeExchange \| + 1' 09" \| \| \| 6. \| Tim Wellens \| Lotto-Soudal \| + 1' 09" \| \| \| 7. \| Jasper Stuyven \| Trek-Segafredo \| + 1' 16" \| \| \| 8. \| Tiesj Benoot \| Team DSM \| + 1' 33" \| \| \| 9. \| Mike Teunissen \| Jumbo-Visma \| + 1' 40" \| \| \| 10. \| Kasper Asgreen \| Deceuninck-Quick Step \| + 1' 42" \| \| |                    |                       |             |
| |                    |                       |             |
| Källa: ProCyclingStats |                    |                       |             |
| Totaltävlingen |                    |                       |             |
| Cyklist | Cyklist            | Lag                   | Tid         |
| 1. | Sonny Colbrelli    | Bahrain Victorious    | 20t 23' 30" |
| 2. | Matej Mohorič      | Bahrain Victorious    | + 51"       |
| 3. | Victor Campenaerts | Qhubeka NextHash      | + 53"       |
| 4. | Stefan Küng        | Groupama-FDJ          | + 1' 07"    |
| 5. | Luke Durbridge     | BikeExchange          | + 1' 09"    |
| 6. | Tim Wellens        | Lotto-Soudal          | + 1' 09"    |
| 7. | Jasper Stuyven     | Trek-Segafredo        | + 1' 16"    |
| 8. | Tiesj Benoot       | Team DSM              | + 1' 33"    |
| 9. | Mike Teunissen     | Jumbo-Visma           | + 1' 40"    |
| 10. | Kasper Asgreen     | Deceuninck-Quick Step | + 1' 42"    |

### 7:e etappen
| Namur - Geraardsbergen |  | (180,9 km) |

| \| Placeringar i etappen \| Placeringar i etappen \| Placeringar i etappen \| Placeringar i etappen \| Placeringar i etappen \| \| Cyklist \| Cyklist \| Lag \| Tid \| \| \| --------------------- \| --------------------- \| ---------------------------------- \| --------------------- \| --------------------- \| \| 1. \| Matej Mohorič \| Bahrain Victorious \| 3t 50' 56" \| \| \| 2. \| Sonny Colbrelli \| Bahrain Victorious \| + 11" \| \| \| 3. \| Tom Dumoulin \| Jumbo-Visma \| + 15" \| \| \| 4. \| Christophe Laporte \| Cofidis \| + 22" \| \| \| 5. \| Fred Wright \| Bahrain Victorious \| + 22" \| \| \| 6. \| Danny van Poppel \| Intermarché-Wanty-Gobert Matériaux \| + 24" \| \| \| 7. \| Tom Van Asbroeck \| Israel Start-Up Nation \| + 24" \| \| \| 8. \| Greg Van Avermaet \| AG2R Citroën Team \| + 24" \| \| \| 9. \| Tiesj Benoot \| Team DSM \| + 24" \| \| \| 10. \| Peter Sagan \| Bora-Hansgrohe \| + 24" \| \| |                    |                                    |            |
| |                    |                                    |            |
| Källa: ProCyclingStats |                    |                                    |            |
| Placeringar i etappen |                    |                                    |            |
| Cyklist | Cyklist            | Lag                                | Tid        |
| 1. | Matej Mohorič      | Bahrain Victorious                 | 3t 50' 56" |
| 2. | Sonny Colbrelli    | Bahrain Victorious                 | + 11"      |
| 3. | Tom Dumoulin       | Jumbo-Visma                        | + 15"      |
| 4. | Christophe Laporte | Cofidis                            | + 22"      |
| 5. | Fred Wright        | Bahrain Victorious                 | + 22"      |
| 6. | Danny van Poppel   | Intermarché-Wanty-Gobert Matériaux | + 24"      |
| 7. | Tom Van Asbroeck   | Israel Start-Up Nation             | + 24"      |
| 8. | Greg Van Avermaet  | AG2R Citroën Team                  | + 24"      |
| 9. | Tiesj Benoot       | Team DSM                           | + 24"      |
| 10. | Peter Sagan        | Bora-Hansgrohe                     | + 24"      |

## Resultat

### Sammanlagt
| \| Totaltävlingen \| Totaltävlingen \| Totaltävlingen \| Totaltävlingen \| Totaltävlingen \| \| Cyklist \| Cyklist \| Lag \| Tid \| \| \| -------------- \| ------------------ \| ------------------ \| -------------- \| -------------- \| \| 1. \| Sonny Colbrelli \| Bahrain Victorious \| 24t 14' 29" \| \| \| 2. \| Matej Mohorič \| Bahrain Victorious \| + 29" \| \| \| 3. \| Victor Campenaerts \| Qhubeka NextHash \| + 1' 14" \| \| \| 4. \| Tim Wellens \| Lotto-Soudal \| + 1' 26" \| \| \| 5. \| Stefan Küng \| Groupama-FDJ \| + 1' 28" \| \| \| 6. \| Luke Durbridge \| BikeExchange \| + 1' 30" \| \| \| 7. \| Jasper Stuyven \| Trek-Segafredo \| + 1' 37" \| \| \| 8. \| Tiesj Benoot \| Team DSM \| + 1' 54" \| \| \| 9. \| Tom Dumoulin \| Jumbo-Visma \| + 1' 55" \| \| \| 10. \| Mike Teunissen \| Jumbo-Visma \| + 2' 01" \| \| |                    |                    |             |
| |                    |                    |             |
| Källa: ProCyclingStats |                    |                    |             |
| Totaltävlingen |                    |                    |             |
| Cyklist | Cyklist            | Lag                | Tid         |
| 1. | Sonny Colbrelli    | Bahrain Victorious | 24t 14' 29" |
| 2. | Matej Mohorič      | Bahrain Victorious | + 29"       |
| 3. | Victor Campenaerts | Qhubeka NextHash   | + 1' 14"    |
| 4. | Tim Wellens        | Lotto-Soudal       | + 1' 26"    |
| 5. | Stefan Küng        | Groupama-FDJ       | + 1' 28"    |
| 6. | Luke Durbridge     | BikeExchange       | + 1' 30"    |
| 7. | Jasper Stuyven     | Trek-Segafredo     | + 1' 37"    |
| 8. | Tiesj Benoot       | Team DSM           | + 1' 54"    |
| 9. | Tom Dumoulin       | Jumbo-Visma        | + 1' 55"    |
| 10. | Mike Teunissen     | Jumbo-Visma        | + 2' 01"    |

### Övriga tävlingar
| Poängtävlingen | Poängtävlingen     | Poängtävlingen                     | Poängtävlingen | Poängtävlingen |
| Cyklist        | Cyklist            | Lag                                | Poäng          |                |
| -------------- | ------------------ | ---------------------------------- | -------------- | -------------- |
| 1.             | Danny van Poppel   | Intermarché-Wanty-Gobert Matériaux | 88 poäng       |                |
| 2.             | Sonny Colbrelli    | Bahrain Victorious                 | 80 poäng       |                |
| 3.             | Tim Merlier        | Alpecin-Fenix                      | 75 poäng       |                |
| 4.             | Christophe Laporte | Cofidis                            | 68 poäng       |                |
| 5.             | Matej Mohorič      | Bahrain Victorious                 | 67 poäng       |                |
| 6.             | Peter Sagan        | Bora-Hansgrohe                     | 63 poäng       |                |
| 7.             | Phil Bauhaus       | Bahrain Victorious                 | 53 poäng       |                |
| 8.             | Tom Dumoulin       | Jumbo-Visma                        | 49 poäng       |                |
| 9.             | Jasper Stuyven     | Trek-Segafredo                     | 39 poäng       |                |
| 10.            | Stefan Bissegger   | EF Education-Nippo                 | 30 poäng       |                |

| Poängtävlingen | Poängtävlingen     | Poängtävlingen                     | Poängtävlingen | Poängtävlingen |
| Cyklist        | Cyklist            | Lag                                | Poäng          |                |
| -------------- | ------------------ | ---------------------------------- | -------------- | -------------- |
| 1.             | Danny van Poppel   | Intermarché-Wanty-Gobert Matériaux | 88 poäng       |                |
| 2.             | Sonny Colbrelli    | Bahrain Victorious                 | 80 poäng       |                |
| 3.             | Tim Merlier        | Alpecin-Fenix                      | 75 poäng       |                |
| 4.             | Christophe Laporte | Cofidis                            | 68 poäng       |                |
| 5.             | Matej Mohorič      | Bahrain Victorious                 | 67 poäng       |                |
| 6.             | Peter Sagan        | Bora-Hansgrohe                     | 63 poäng       |                |
| 7.             | Phil Bauhaus       | Bahrain Victorious                 | 53 poäng       |                |
| 8.             | Tom Dumoulin       | Jumbo-Visma                        | 49 poäng       |                |
| 9.             | Jasper Stuyven     | Trek-Segafredo                     | 39 poäng       |                |
| 10.            | Stefan Bissegger   | EF Education-Nippo                 | 30 poäng       |                |

| Mest offensiva cyklisten | Mest offensiva cyklisten | Mest offensiva cyklisten  | Mest offensiva cyklisten | Mest offensiva cyklisten |
| Cyklist                  | Cyklist                  | Lag                       | Poäng                    |                          |
| ------------------------ | ------------------------ | ------------------------- | ------------------------ | ------------------------ |
| 1.                       | Arjen Livyns             | Bingoal Pauwels Sauces WB | 56 poäng                 |                          |
| 2.                       | Luke Durbridge           | BikeExchange              | 35 poäng                 |                          |
| 3.                       | Thomas Sprengers         | Sport Vlaanderen-Baloise  | 27 poäng                 |                          |
| 4.                       | Matej Mohorič            | Bahrain Victorious        | 20 poäng                 |                          |
| 5.                       | Jack Bauer               | BikeExchange              | 20 poäng                 |                          |
| 6.                       | Hugo Houle               | Astana-Premier Tech       | 20 poäng                 |                          |
| 7.                       | Kasper Asgreen           | Deceuninck-Quick Step     | 16 poäng                 |                          |
| 8.                       | Marc Hirschi             | UAE Team Emirates         | 14 poäng                 |                          |
| 9.                       | Samuele Battistella      | Astana-Premier Tech       | 14 poäng                 |                          |
| 10.                      | Mathias Norsgaard        | Movistar Team             | 10 poäng                 |                          |

| Mest offensiva cyklisten | Mest offensiva cyklisten | Mest offensiva cyklisten  | Mest offensiva cyklisten | Mest offensiva cyklisten |
| Cyklist                  | Cyklist                  | Lag                       | Poäng                    |                          |
| ------------------------ | ------------------------ | ------------------------- | ------------------------ | ------------------------ |
| 1.                       | Arjen Livyns             | Bingoal Pauwels Sauces WB | 56 poäng                 |                          |
| 2.                       | Luke Durbridge           | BikeExchange              | 35 poäng                 |                          |
| 3.                       | Thomas Sprengers         | Sport Vlaanderen-Baloise  | 27 poäng                 |                          |
| 4.                       | Matej Mohorič            | Bahrain Victorious        | 20 poäng                 |                          |
| 5.                       | Jack Bauer               | BikeExchange              | 20 poäng                 |                          |
| 6.                       | Hugo Houle               | Astana-Premier Tech       | 20 poäng                 |                          |
| 7.                       | Kasper Asgreen           | Deceuninck-Quick Step     | 16 poäng                 |                          |
| 8.                       | Marc Hirschi             | UAE Team Emirates         | 14 poäng                 |                          |
| 9.                       | Samuele Battistella      | Astana-Premier Tech       | 14 poäng                 |                          |
| 10.                      | Mathias Norsgaard        | Movistar Team             | 10 poäng                 |                          |

| Lagtävlingen | Lagtävlingen                       | Lagtävlingen | Lagtävlingen |
| Lag          | Lag                                | Tid          |              |
| ------------ | ---------------------------------- | ------------ | ------------ |
| 1.           | Bahrain Victorious                 | 72t 47' 35"  |              |
| 2.           | Alpecin-Fenix                      | + 9' 00"     |              |
| 3.           | Ineos Grenadiers                   | + 9' 44"     |              |
| 4.           | Jumbo-Visma                        | + 10' 15"    |              |
| 5.           | Israel Start-Up Nation             | + 14' 02"    |              |
| 6.           | UAE Team Emirates                  | + 17' 51"    |              |
| 7.           | Lotto-Soudal                       | + 19' 28"    |              |
| 8.           | Groupama-FDJ                       | + 27' 42"    |              |
| 9.           | Intermarché-Wanty-Gobert Matériaux | + 28' 52"    |              |
| 10.          | Qhubeka NextHash                   | + 31' 30"    |              |

| Lagtävlingen | Lagtävlingen                       | Lagtävlingen | Lagtävlingen |
| Lag          | Lag                                | Tid          |              |
| ------------ | ---------------------------------- | ------------ | ------------ |
| 1.           | Bahrain Victorious                 | 72t 47' 35"  |              |
| 2.           | Alpecin-Fenix                      | + 9' 00"     |              |
| 3.           | Ineos Grenadiers                   | + 9' 44"     |              |
| 4.           | Jumbo-Visma                        | + 10' 15"    |              |
| 5.           | Israel Start-Up Nation             | + 14' 02"    |              |
| 6.           | UAE Team Emirates                  | + 17' 51"    |              |
| 7.           | Lotto-Soudal                       | + 19' 28"    |              |
| 8.           | Groupama-FDJ                       | + 27' 42"    |              |
| 9.           | Intermarché-Wanty-Gobert Matériaux | + 28' 52"    |              |
| 10.          | Qhubeka NextHash                   | + 31' 30"    |              |

## Startlista
| Alpecin-Fenix AFC | Alpecin-Fenix AFC       | Alpecin-Fenix AFC |
| ----------------- | ----------------------- | ----------------- |
| #                 | Cyklist                 | Placering         |
| 1                 | Tim Merlier (BEL)       | 60.               |
| 2                 | Dries De Bondt (BEL)    | 79.               |
| 3                 | Senne Leysen (BEL)      | 69.               |
| 4                 | Jonas Rickaert (BEL)    | 46.               |
| 5                 | Oscar Riesebeek (NED)   | 22.               |
| 6                 | Petr Vakoč (CZE)        | 62.               |
| 7                 | Gianni Vermeersch (BEL) | 14.               |

| Deceuninck-Quick Step DQT | Deceuninck-Quick Step DQT        | Deceuninck-Quick Step DQT |
| ------------------------- | -------------------------------- | ------------------------- |
| #                         | Cyklist                          | Placering                 |
| 11                        | Remco Evenepoel (BEL)            | DNS-5                     |
| 12                        | Kasper Asgreen (DEN) (tempolopp) | 12.                       |
| 13                        | Dries Devenyns (BEL)             | DNF-7                     |
| 14                        | Álvaro Hodeg (COL)               | DNF-7                     |
| 15                        | Iljo Keisse (BEL)                | 91.                       |
| 16                        | Michael Mørkøv (DEN)             | 36.                       |
| 17                        | Stijn Steels (BEL)               | 84.                       |

| Lotto-Soudal LTS | Lotto-Soudal LTS         | Lotto-Soudal LTS |
| ---------------- | ------------------------ | ---------------- |
| #                | Cyklist                  | Placering        |
| 21               | Tim Wellens (BEL)        | 4.               |
| 22               | Caleb Ewan (AUS)         | DNF-7            |
| 23               | Philippe Gilbert (BEL)   | 27.              |
| 24               | Jasper De Buyst (BEL)    | 88.              |
| 25               | Thomas De Gendt (BEL)    | DNF-7            |
| 26               | Roger Kluge (GER)        | DNF-7            |
| 27               | Tosh Van der Sande (BEL) | 38.              |

| AG2R Citroën Team ACT | AG2R Citroën Team ACT   | AG2R Citroën Team ACT |
| --------------------- | ----------------------- | --------------------- |
| #                     | Cyklist                 | Placering             |
| 31                    | Greg Van Avermaet (BEL) | 26.                   |
| 32                    | Oliver Naesen (BEL)     | 51.                   |
| 33                    | Julien Duval (FRA)      | DNF-5                 |
| 34                    | Anthony Jullien (FRA)   | DNF-7                 |
| 36                    | Michael Schär (SUI)     | 33.                   |
| 37                    | Gijs Van Hoecke (BEL)   | 64.                   |

| Astana-Premier Tech APT | Astana-Premier Tech APT          | Astana-Premier Tech APT |
| ----------------------- | -------------------------------- | ----------------------- |
| #                       | Cyklist                          | Placering               |
| 41                      | Jakob Fuglsang (DEN)             | DNF-1                   |
| 42                      | Fabio Felline (ITA)              | DNS-1                   |
| 43                      | Samuele Battistella (ITA)        | 55.                     |
| 44                      | Dmitriy Gruzdev (KAZ)            | DNF-7                   |
| 45                      | Hugo Houle (CAN)                 | 40.                     |
| 46                      | Yevgeniy Gidich (KAZ)            | DNF-7                   |
| 47                      | Matteo Sobrero (ITA) (tempolopp) | DNF-7                   |

| Bahrain Victorious TBV | Bahrain Victorious TBV           | Bahrain Victorious TBV |
| ---------------------- | -------------------------------- | ---------------------- |
| #                      | Cyklist                          | Placering              |
| 51                     | Sonny Colbrelli (ITA) (landsväg) | 1.                     |
| 52                     | Fred Wright (GBR)                | 20.                    |
| 53                     | Phil Bauhaus (GER)               | 90.                    |
| 54                     | Heinrich Haussler (AUS)          | 65.                    |
| 55                     | Jonathan Milan (ITA)             | DNF-7                  |
| 56                     | Matej Mohorič (SLO) (landsväg)   | 2.                     |
| 57                     | Marcel Sieberg (GER)             | DNF-7                  |

| Bora-Hansgrohe BOH | Bora-Hansgrohe BOH           | Bora-Hansgrohe BOH |
| ------------------ | ---------------------------- | ------------------ |
| #                  | Cyklist                      | Placering          |
| 61                 | Peter Sagan (SVK) (landsväg) | 42.                |
| 62                 | Wilco Kelderman (NED)        | DNF-3              |
| 63                 | Erik Baška (SVK)             | DNF-7              |
| 64                 | Maciej Bodnar (POL)          | DNF-7              |
| 65                 | Daniel Oss (ITA)             | DNF-7              |
| 66                 | Lukas Pöstlberger (AUT)      | 18.                |
| 67                 | Juraj Sagan (SVK)            | 78.                |

| Cofidis COF | Cofidis COF              | Cofidis COF |
| ----------- | ------------------------ | ----------- |
| #           | Cyklist                  | Placering   |
| 71          | Christophe Laporte (FRA) | 23.         |
| 72          | Tom Bohli (SUI)          | 61.         |
| 73          | Jempy Drucker (LUX)      | DNF-7       |
| 74          | Emmanuel Morin (FRA)     | DNS-4       |
| 75          | Szymon Sajnok (POL)      | DNF-7       |
| 76          | Attilio Viviani (ITA)    | 85.         |
| 77          | Elia Viviani (ITA)       | DNF-7       |

| EF Education-Nippo EFN | EF Education-Nippo EFN      | EF Education-Nippo EFN |
| ---------------------- | --------------------------- | ---------------------- |
| #                      | Cyklist                     | Placering              |
| 81                     | Daniel Arroyave Cañas (COL) | DNF-7                  |
| 82                     | Fumiyuki Beppu (JPN)        | 93.                    |
| 83                     | Stefan Bissegger (SUI)      | 58.                    |
| 84                     | Mitchell Docker (AUS)       | DNS-5                  |
| 85                     | Sebastian Langeveld (NED)   | 59.                    |
| 86                     | Logan Owen (USA)            | 13.                    |
| 87                     | Julius van den Berg (NED)   | 68.                    |

| Groupama-FDJ GFC | Groupama-FDJ GFC                  | Groupama-FDJ GFC |
| ---------------- | --------------------------------- | ---------------- |
| #                | Cyklist                           | Placering        |
| 91               | Stefan Küng (SUI) (tempolopp)     | 5.               |
| 92               | Antoine Duchesne (CAN)            | 82.              |
| 93               | Attila Valter (HUN)               | 50.              |
| 94               | Fabian Lienhard (SUI)             | 80.              |
| 95               | Miles Scotson (AUS)               | 54.              |
| 96               | Jake Stewart (GBR)                | 43.              |
| 97               | Benjamin Thomas (FRA) (tempolopp) | DNF-7            |

| Ineos Grenadiers IGD | Ineos Grenadiers IGD  | Ineos Grenadiers IGD |
| -------------------- | --------------------- | -------------------- |
| #                    | Cyklist               | Placering            |
| 101                  | Geraint Thomas (GBR)  | DNF-7                |
| 102                  | Sebastián Henao (COL) | 72.                  |
| 103                  | Andrey Amador (CRC)   | 17.                  |
| 104                  | Leonardo Basso (ITA)  | 52.                  |
| 105                  | Michał Gołaś (POL)    | 31.                  |
| 106                  | Gianni Moscon (ITA)   | 35.                  |
| 107                  | Ben Swift (GBR)       | 32.                  |

| Intermarché-Wanty-Gobert Matériaux IWG | Intermarché-Wanty-Gobert Matériaux IWG | Intermarché-Wanty-Gobert Matériaux IWG |
| -------------------------------------- | -------------------------------------- | -------------------------------------- |
| #                                      | Cyklist                                | Placering                              |
| 111                                    | Aimé De Gendt (BEL)                    | 21.                                    |
| 112                                    | Ludwig De Winter (BEL)                 | DNF-7                                  |
| 113                                    | Andrea Pasqualon (ITA)                 | 53.                                    |
| 114                                    | Taco van der Hoorn (NED)               | DNF-5                                  |
| 115                                    | Boy van Poppel (NED)                   | 56.                                    |
| 116                                    | Danny van Poppel (NED)                 | 24.                                    |
| 117                                    | Pieter Vanspeybrouck (BEL)             | 87.                                    |

| Israel Start-Up Nation ISN | Israel Start-Up Nation ISN          | Israel Start-Up Nation ISN |
| -------------------------- | ----------------------------------- | -------------------------- |
| #                          | Cyklist                             | Placering                  |
| 121                        | Jenthe Biermans (BEL)               | 29.                        |
| 122                        | Guillaume Boivin (CAN)              | 34.                        |
| 123                        | Norman Vahtra (EST)                 | 77.                        |
| 124                        | Mads Würtz Schmidt (DEN) (landsväg) | 16.                        |
| 125                        | Alexis Renard (FRA)                 | 47.                        |
| 126                        | Guy Sagiv (ISR)                     | 86.                        |
| 127                        | Tom Van Asbroeck (BEL)              | 19.                        |

| Jumbo-Visma TJV | Jumbo-Visma TJV                | Jumbo-Visma TJV |
| --------------- | ------------------------------ | --------------- |
| #               | Cyklist                        | Placering       |
| 131             | Tom Dumoulin (NED) (tempolopp) | 9.              |
| 132             | Dylan Groenewegen (NED)        | DNF-7           |
| 133             | Edoardo Affini (ITA)           | 74.             |
| 134             | Olav Kooij (NED)               | 49.             |
| 135             | Timo Roosen (NED) (landsväg)   | 30.             |
| 136             | Mike Teunissen (NED)           | 10.             |
| 137             | Jos van Emden (NED)            | DNF-7           |

| Movistar Team MOV | Movistar Team MOV           | Movistar Team MOV |
| ----------------- | --------------------------- | ----------------- |
| #                 | Cyklist                     | Placering         |
| 141               | Héctor Carretero (ESP)      | 73.               |
| 142               | Iván García Cortina (ESP)   | DNF-7             |
| 143               | Davide Villella (ITA)       | 39.               |
| 144               | Mathias Norsgaard (DEN)     | 45.               |
| 145               | Lluís Mas (ESP)             | DNF-6             |
| 146               | Sebastián Mora (ESP)        | DNF-4             |
| 147               | Albert Torres Barceló (ESP) | DNS-4             |

| BikeExchange BEX | BikeExchange BEX         | BikeExchange BEX |
| ---------------- | ------------------------ | ---------------- |
| #                | Cyklist                  | Placering        |
| 151              | Jack Bauer (NZL)         | 28.              |
| 152              | Sam Bewley (NZL)         | DNF-6            |
| 153              | Luke Durbridge (AUS)     | 6.               |
| 155              | Alexander Konychev (ITA) | DNF-7            |
| 156              | Barnabás Peák (HUN)      | 75.              |
| 157              | Callum Scotson (AUS)     | DNF-7            |

| Team DSM DSM | Team DSM DSM               | Team DSM DSM |
| ------------ | -------------------------- | ------------ |
| #            | Cyklist                    | Placering    |
| 161          | Tiesj Benoot (BEL)         | 8.           |
| 162          | Søren Kragh Andersen (DEN) | DNF-6        |
| 163          | Nikias Arndt (GER)         | 11.          |
| 164          | Cees Bol (NED)             | DNF-7        |
| 165          | Joris Nieuwenhuis (NED)    | DNF-7        |
| 166          | Casper Pedersen (DEN)      | DNF-7        |
| 167          | Jasha Sütterlin (GER)      | DNF-7        |

| Qhubeka NextHash TQA | Qhubeka NextHash TQA              | Qhubeka NextHash TQA |
| -------------------- | --------------------------------- | -------------------- |
| #                    | Cyklist                           | Placering            |
| 171                  | Victor Campenaerts (BEL)          | 3.                   |
| 172                  | Michael Gogl (AUT)                | 26.                  |
| 173                  | Lasse Norman Leth (DEN)           | DNF-6                |
| 174                  | Andreas Stokbro (DEN)             | 57.                  |
| 175                  | Reinardt Janse van Rensburg (RSA) | DNF-7                |
| 176                  | Harry Tanfield (GBR)              | DNF-7                |
| 177                  | Max Walscheid (GER)               | DNS-7                |

| Trek-Segafredo TFS | Trek-Segafredo TFS                          | Trek-Segafredo TFS |
| ------------------ | ------------------------------------------- | ------------------ |
| #                  | Cyklist                                     | Placering          |
| 181                | Mads Pedersen (DEN)                         | DNF-6              |
| 182                | Jasper Stuyven (BEL)                        | 7.                 |
| 183                | Charlie Quaterman (GBR)                     | 89.                |
| 184                | Matteo Moschetti (ITA)                      | DNF-7              |
| 185                | Ryan Mullen (IRL)                           | DNF-7              |
| 186                | Toms Skujiņš (LAT) (landsväg och tempolopp) | DNF-7              |
| 187                | Edward Theuns (BEL)                         | DNF-7              |

| UAE Team Emirates UAD | UAE Team Emirates UAD      | UAE Team Emirates UAD |
| --------------------- | -------------------------- | --------------------- |
| #                     | Cyklist                    | Placering             |
| 191                   | Finn Fisher-Black (NZL)    | 66.                   |
| 192                   | Fernando Gaviria (COL)     | DNS-6                 |
| 193                   | Mikkel Bjerg (DEN)         | DNF-7                 |
| 194                   | Brandon McNulty (USA)      | 37.                   |
| 195                   | Marc Hirschi (SUI)         | 15.                   |
| 196                   | Vegard Stake Laengen (NOR) | 92.                   |
| 197                   | Maximiliano Richeze (ARG)  | 83.                   |

| Bingoal Pauwels Sauces WB BWB | Bingoal Pauwels Sauces WB BWB | Bingoal Pauwels Sauces WB BWB |
| ----------------------------- | ----------------------------- | ----------------------------- |
| #                             | Cyklist                       | Placering                     |
| 201                           | Timothy Dupont (BEL)          | 76.                           |
| 202                           | Stanisław Aniołkowski (POL)   | 63.                           |
| 203                           | Arjen Livyns (BEL)            | 67.                           |
| 204                           | Milan Menten (BEL)            | 48.                           |
| 205                           | Laurenz Rex (BEL)             | 71.                           |
| 206                           | Ludovic Robeet (BEL)          | 70.                           |
| 207                           | Sean De Bie (BEL)             | DNF-6                         |

| Sport Vlaanderen-Baloise SVB | Sport Vlaanderen-Baloise SVB | Sport Vlaanderen-Baloise SVB |
| ---------------------------- | ---------------------------- | ---------------------------- |
| #                            | Cyklist                      | Placering                    |
| 211                          | Rune Herregodts (BEL)        | DNF-6                        |
| 212                          | Arne Marit (BEL)             | 81.                          |
| 213                          | Thomas Sprengers (BEL)       | 44.                          |
| 214                          | Kenneth Van Rooy (BEL)       | 25.                          |
| 215                          | Ward Vanhoof (BEL)           | DNS-2                        |
| 216                          | Jordi Warlop (BEL)           | DNF-5                        |
| 217                          | Thimo Willems (BEL)          | DNF-7                        |

| Alpecin-Fenix AFC | Alpecin-Fenix AFC       | Alpecin-Fenix AFC |
| ----------------- | ----------------------- | ----------------- |
| #                 | Cyklist                 | Placering         |
| 1                 | Tim Merlier (BEL)       | 60.               |
| 2                 | Dries De Bondt (BEL)    | 79.               |
| 3                 | Senne Leysen (BEL)      | 69.               |
| 4                 | Jonas Rickaert (BEL)    | 46.               |
| 5                 | Oscar Riesebeek (NED)   | 22.               |
| 6                 | Petr Vakoč (CZE)        | 62.               |
| 7                 | Gianni Vermeersch (BEL) | 14.               |

| Deceuninck-Quick Step DQT | Deceuninck-Quick Step DQT        | Deceuninck-Quick Step DQT |
| ------------------------- | -------------------------------- | ------------------------- |
| #                         | Cyklist                          | Placering                 |
| 11                        | Remco Evenepoel (BEL)            | DNS-5                     |
| 12                        | Kasper Asgreen (DEN) (tempolopp) | 12.                       |
| 13                        | Dries Devenyns (BEL)             | DNF-7                     |
| 14                        | Álvaro Hodeg (COL)               | DNF-7                     |
| 15                        | Iljo Keisse (BEL)                | 91.                       |
| 16                        | Michael Mørkøv (DEN)             | 36.                       |
| 17                        | Stijn Steels (BEL)               | 84.                       |

| Lotto-Soudal LTS | Lotto-Soudal LTS         | Lotto-Soudal LTS |
| ---------------- | ------------------------ | ---------------- |
| #                | Cyklist                  | Placering        |
| 21               | Tim Wellens (BEL)        | 4.               |
| 22               | Caleb Ewan (AUS)         | DNF-7            |
| 23               | Philippe Gilbert (BEL)   | 27.              |
| 24               | Jasper De Buyst (BEL)    | 88.              |
| 25               | Thomas De Gendt (BEL)    | DNF-7            |
| 26               | Roger Kluge (GER)        | DNF-7            |
| 27               | Tosh Van der Sande (BEL) | 38.              |

| AG2R Citroën Team ACT | AG2R Citroën Team ACT   | AG2R Citroën Team ACT |
| --------------------- | ----------------------- | --------------------- |
| #                     | Cyklist                 | Placering             |
| 31                    | Greg Van Avermaet (BEL) | 26.                   |
| 32                    | Oliver Naesen (BEL)     | 51.                   |
| 33                    | Julien Duval (FRA)      | DNF-5                 |
| 34                    | Anthony Jullien (FRA)   | DNF-7                 |
| 36                    | Michael Schär (SUI)     | 33.                   |
| 37                    | Gijs Van Hoecke (BEL)   | 64.                   |

| Astana-Premier Tech APT | Astana-Premier Tech APT          | Astana-Premier Tech APT |
| ----------------------- | -------------------------------- | ----------------------- |
| #                       | Cyklist                          | Placering               |
| 41                      | Jakob Fuglsang (DEN)             | DNF-1                   |
| 42                      | Fabio Felline (ITA)              | DNS-1                   |
| 43                      | Samuele Battistella (ITA)        | 55.                     |
| 44                      | Dmitriy Gruzdev (KAZ)            | DNF-7                   |
| 45                      | Hugo Houle (CAN)                 | 40.                     |
| 46                      | Yevgeniy Gidich (KAZ)            | DNF-7                   |
| 47                      | Matteo Sobrero (ITA) (tempolopp) | DNF-7                   |

| Bahrain Victorious TBV | Bahrain Victorious TBV           | Bahrain Victorious TBV |
| ---------------------- | -------------------------------- | ---------------------- |
| #                      | Cyklist                          | Placering              |
| 51                     | Sonny Colbrelli (ITA) (landsväg) | 1.                     |
| 52                     | Fred Wright (GBR)                | 20.                    |
| 53                     | Phil Bauhaus (GER)               | 90.                    |
| 54                     | Heinrich Haussler (AUS)          | 65.                    |
| 55                     | Jonathan Milan (ITA)             | DNF-7                  |
| 56                     | Matej Mohorič (SLO) (landsväg)   | 2.                     |
| 57                     | Marcel Sieberg (GER)             | DNF-7                  |

| Bora-Hansgrohe BOH | Bora-Hansgrohe BOH           | Bora-Hansgrohe BOH |
| ------------------ | ---------------------------- | ------------------ |
| #                  | Cyklist                      | Placering          |
| 61                 | Peter Sagan (SVK) (landsväg) | 42.                |
| 62                 | Wilco Kelderman (NED)        | DNF-3              |
| 63                 | Erik Baška (SVK)             | DNF-7              |
| 64                 | Maciej Bodnar (POL)          | DNF-7              |
| 65                 | Daniel Oss (ITA)             | DNF-7              |
| 66                 | Lukas Pöstlberger (AUT)      | 18.                |
| 67                 | Juraj Sagan (SVK)            | 78.                |

| Cofidis COF | Cofidis COF              | Cofidis COF |
| ----------- | ------------------------ | ----------- |
| #           | Cyklist                  | Placering   |
| 71          | Christophe Laporte (FRA) | 23.         |
| 72          | Tom Bohli (SUI)          | 61.         |
| 73          | Jempy Drucker (LUX)      | DNF-7       |
| 74          | Emmanuel Morin (FRA)     | DNS-4       |
| 75          | Szymon Sajnok (POL)      | DNF-7       |
| 76          | Attilio Viviani (ITA)    | 85.         |
| 77          | Elia Viviani (ITA)       | DNF-7       |

| EF Education-Nippo EFN | EF Education-Nippo EFN      | EF Education-Nippo EFN |
| ---------------------- | --------------------------- | ---------------------- |
| #                      | Cyklist                     | Placering              |
| 81                     | Daniel Arroyave Cañas (COL) | DNF-7                  |
| 82                     | Fumiyuki Beppu (JPN)        | 93.                    |
| 83                     | Stefan Bissegger (SUI)      | 58.                    |
| 84                     | Mitchell Docker (AUS)       | DNS-5                  |
| 85                     | Sebastian Langeveld (NED)   | 59.                    |
| 86                     | Logan Owen (USA)            | 13.                    |
| 87                     | Julius van den Berg (NED)   | 68.                    |

| Groupama-FDJ GFC | Groupama-FDJ GFC                  | Groupama-FDJ GFC |
| ---------------- | --------------------------------- | ---------------- |
| #                | Cyklist                           | Placering        |
| 91               | Stefan Küng (SUI) (tempolopp)     | 5.               |
| 92               | Antoine Duchesne (CAN)            | 82.              |
| 93               | Attila Valter (HUN)               | 50.              |
| 94               | Fabian Lienhard (SUI)             | 80.              |
| 95               | Miles Scotson (AUS)               | 54.              |
| 96               | Jake Stewart (GBR)                | 43.              |
| 97               | Benjamin Thomas (FRA) (tempolopp) | DNF-7            |

| Ineos Grenadiers IGD | Ineos Grenadiers IGD  | Ineos Grenadiers IGD |
| -------------------- | --------------------- | -------------------- |
| #                    | Cyklist               | Placering            |
| 101                  | Geraint Thomas (GBR)  | DNF-7                |
| 102                  | Sebastián Henao (COL) | 72.                  |
| 103                  | Andrey Amador (CRC)   | 17.                  |
| 104                  | Leonardo Basso (ITA)  | 52.                  |
| 105                  | Michał Gołaś (POL)    | 31.                  |
| 106                  | Gianni Moscon (ITA)   | 35.                  |
| 107                  | Ben Swift (GBR)       | 32.                  |

| Intermarché-Wanty-Gobert Matériaux IWG | Intermarché-Wanty-Gobert Matériaux IWG | Intermarché-Wanty-Gobert Matériaux IWG |
| -------------------------------------- | -------------------------------------- | -------------------------------------- |
| #                                      | Cyklist                                | Placering                              |
| 111                                    | Aimé De Gendt (BEL)                    | 21.                                    |
| 112                                    | Ludwig De Winter (BEL)                 | DNF-7                                  |
| 113                                    | Andrea Pasqualon (ITA)                 | 53.                                    |
| 114                                    | Taco van der Hoorn (NED)               | DNF-5                                  |
| 115                                    | Boy van Poppel (NED)                   | 56.                                    |
| 116                                    | Danny van Poppel (NED)                 | 24.                                    |
| 117                                    | Pieter Vanspeybrouck (BEL)             | 87.                                    |

| Israel Start-Up Nation ISN | Israel Start-Up Nation ISN          | Israel Start-Up Nation ISN |
| -------------------------- | ----------------------------------- | -------------------------- |
| #                          | Cyklist                             | Placering                  |
| 121                        | Jenthe Biermans (BEL)               | 29.                        |
| 122                        | Guillaume Boivin (CAN)              | 34.                        |
| 123                        | Norman Vahtra (EST)                 | 77.                        |
| 124                        | Mads Würtz Schmidt (DEN) (landsväg) | 16.                        |
| 125                        | Alexis Renard (FRA)                 | 47.                        |
| 126                        | Guy Sagiv (ISR)                     | 86.                        |
| 127                        | Tom Van Asbroeck (BEL)              | 19.                        |

| Jumbo-Visma TJV | Jumbo-Visma TJV                | Jumbo-Visma TJV |
| --------------- | ------------------------------ | --------------- |
| #               | Cyklist                        | Placering       |
| 131             | Tom Dumoulin (NED) (tempolopp) | 9.              |
| 132             | Dylan Groenewegen (NED)        | DNF-7           |
| 133             | Edoardo Affini (ITA)           | 74.             |
| 134             | Olav Kooij (NED)               | 49.             |
| 135             | Timo Roosen (NED) (landsväg)   | 30.             |
| 136             | Mike Teunissen (NED)           | 10.             |
| 137             | Jos van Emden (NED)            | DNF-7           |

| Movistar Team MOV | Movistar Team MOV           | Movistar Team MOV |
| ----------------- | --------------------------- | ----------------- |
| #                 | Cyklist                     | Placering         |
| 141               | Héctor Carretero (ESP)      | 73.               |
| 142               | Iván García Cortina (ESP)   | DNF-7             |
| 143               | Davide Villella (ITA)       | 39.               |
| 144               | Mathias Norsgaard (DEN)     | 45.               |
| 145               | Lluís Mas (ESP)             | DNF-6             |
| 146               | Sebastián Mora (ESP)        | DNF-4             |
| 147               | Albert Torres Barceló (ESP) | DNS-4             |

| BikeExchange BEX | BikeExchange BEX         | BikeExchange BEX |
| ---------------- | ------------------------ | ---------------- |
| #                | Cyklist                  | Placering        |
| 151              | Jack Bauer (NZL)         | 28.              |
| 152              | Sam Bewley (NZL)         | DNF-6            |
| 153              | Luke Durbridge (AUS)     | 6.               |
| 155              | Alexander Konychev (ITA) | DNF-7            |
| 156              | Barnabás Peák (HUN)      | 75.              |
| 157              | Callum Scotson (AUS)     | DNF-7            |

| Team DSM DSM | Team DSM DSM               | Team DSM DSM |
| ------------ | -------------------------- | ------------ |
| #            | Cyklist                    | Placering    |
| 161          | Tiesj Benoot (BEL)         | 8.           |
| 162          | Søren Kragh Andersen (DEN) | DNF-6        |
| 163          | Nikias Arndt (GER)         | 11.          |
| 164          | Cees Bol (NED)             | DNF-7        |
| 165          | Joris Nieuwenhuis (NED)    | DNF-7        |
| 166          | Casper Pedersen (DEN)      | DNF-7        |
| 167          | Jasha Sütterlin (GER)      | DNF-7        |

| Qhubeka NextHash TQA | Qhubeka NextHash TQA              | Qhubeka NextHash TQA |
| -------------------- | --------------------------------- | -------------------- |
| #                    | Cyklist                           | Placering            |
| 171                  | Victor Campenaerts (BEL)          | 3.                   |
| 172                  | Michael Gogl (AUT)                | 26.                  |
| 173                  | Lasse Norman Leth (DEN)           | DNF-6                |
| 174                  | Andreas Stokbro (DEN)             | 57.                  |
| 175                  | Reinardt Janse van Rensburg (RSA) | DNF-7                |
| 176                  | Harry Tanfield (GBR)              | DNF-7                |
| 177                  | Max Walscheid (GER)               | DNS-7                |

| Trek-Segafredo TFS | Trek-Segafredo TFS                          | Trek-Segafredo TFS |
| ------------------ | ------------------------------------------- | ------------------ |
| #                  | Cyklist                                     | Placering          |
| 181                | Mads Pedersen (DEN)                         | DNF-6              |
| 182                | Jasper Stuyven (BEL)                        | 7.                 |
| 183                | Charlie Quaterman (GBR)                     | 89.                |
| 184                | Matteo Moschetti (ITA)                      | DNF-7              |
| 185                | Ryan Mullen (IRL)                           | DNF-7              |
| 186                | Toms Skujiņš (LAT) (landsväg och tempolopp) | DNF-7              |
| 187                | Edward Theuns (BEL)                         | DNF-7              |

| UAE Team Emirates UAD | UAE Team Emirates UAD      | UAE Team Emirates UAD |
| --------------------- | -------------------------- | --------------------- |
| #                     | Cyklist                    | Placering             |
| 191                   | Finn Fisher-Black (NZL)    | 66.                   |
| 192                   | Fernando Gaviria (COL)     | DNS-6                 |
| 193                   | Mikkel Bjerg (DEN)         | DNF-7                 |
| 194                   | Brandon McNulty (USA)      | 37.                   |
| 195                   | Marc Hirschi (SUI)         | 15.                   |
| 196                   | Vegard Stake Laengen (NOR) | 92.                   |
| 197                   | Maximiliano Richeze (ARG)  | 83.                   |

| Bingoal Pauwels Sauces WB BWB | Bingoal Pauwels Sauces WB BWB | Bingoal Pauwels Sauces WB BWB |
| ----------------------------- | ----------------------------- | ----------------------------- |
| #                             | Cyklist                       | Placering                     |
| 201                           | Timothy Dupont (BEL)          | 76.                           |
| 202                           | Stanisław Aniołkowski (POL)   | 63.                           |
| 203                           | Arjen Livyns (BEL)            | 67.                           |
| 204                           | Milan Menten (BEL)            | 48.                           |
| 205                           | Laurenz Rex (BEL)             | 71.                           |
| 206                           | Ludovic Robeet (BEL)          | 70.                           |
| 207                           | Sean De Bie (BEL)             | DNF-6                         |

| Sport Vlaanderen-Baloise SVB | Sport Vlaanderen-Baloise SVB | Sport Vlaanderen-Baloise SVB |
| ---------------------------- | ---------------------------- | ---------------------------- |
| #                            | Cyklist                      | Placering                    |
| 211                          | Rune Herregodts (BEL)        | DNF-6                        |
| 212                          | Arne Marit (BEL)             | 81.                          |
| 213                          | Thomas Sprengers (BEL)       | 44.                          |
| 214                          | Kenneth Van Rooy (BEL)       | 25.                          |
| 215                          | Ward Vanhoof (BEL)           | DNS-2                        |
| 216                          | Jordi Warlop (BEL)           | DNF-5                        |
| 217                          | Thimo Willems (BEL)          | DNF-7                        |

Förklaringar
DNF = Fullföljde inte, OTL = Utanför tidsgränsen, DNS = Startade inte, DSQ = Diskvalificerad